# Georgenplatz (Magdeburg)

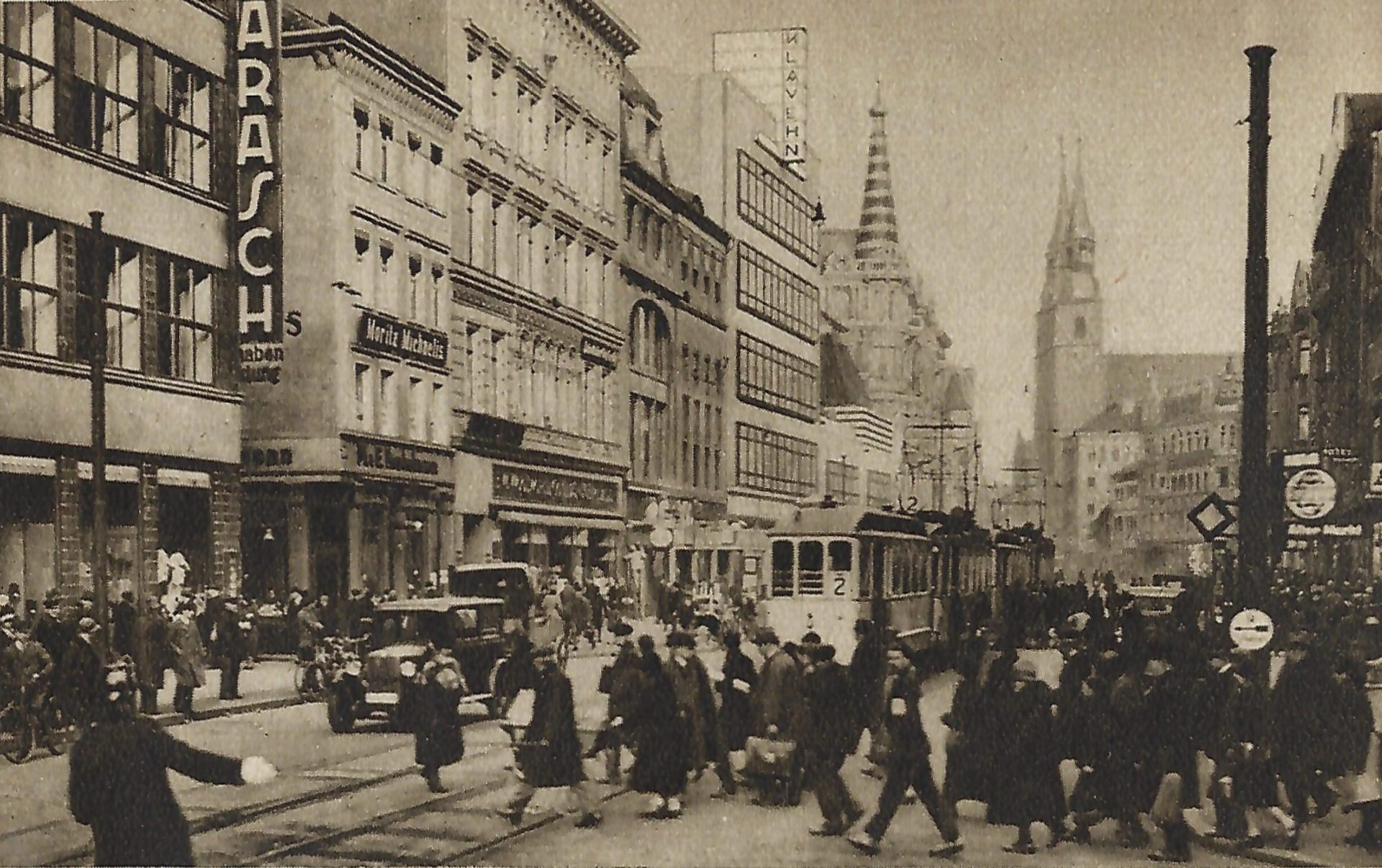
Einmündung der Gasse Georgenplatz (links, hinter dem Werbeschild Barasch) auf den Breiten Weg

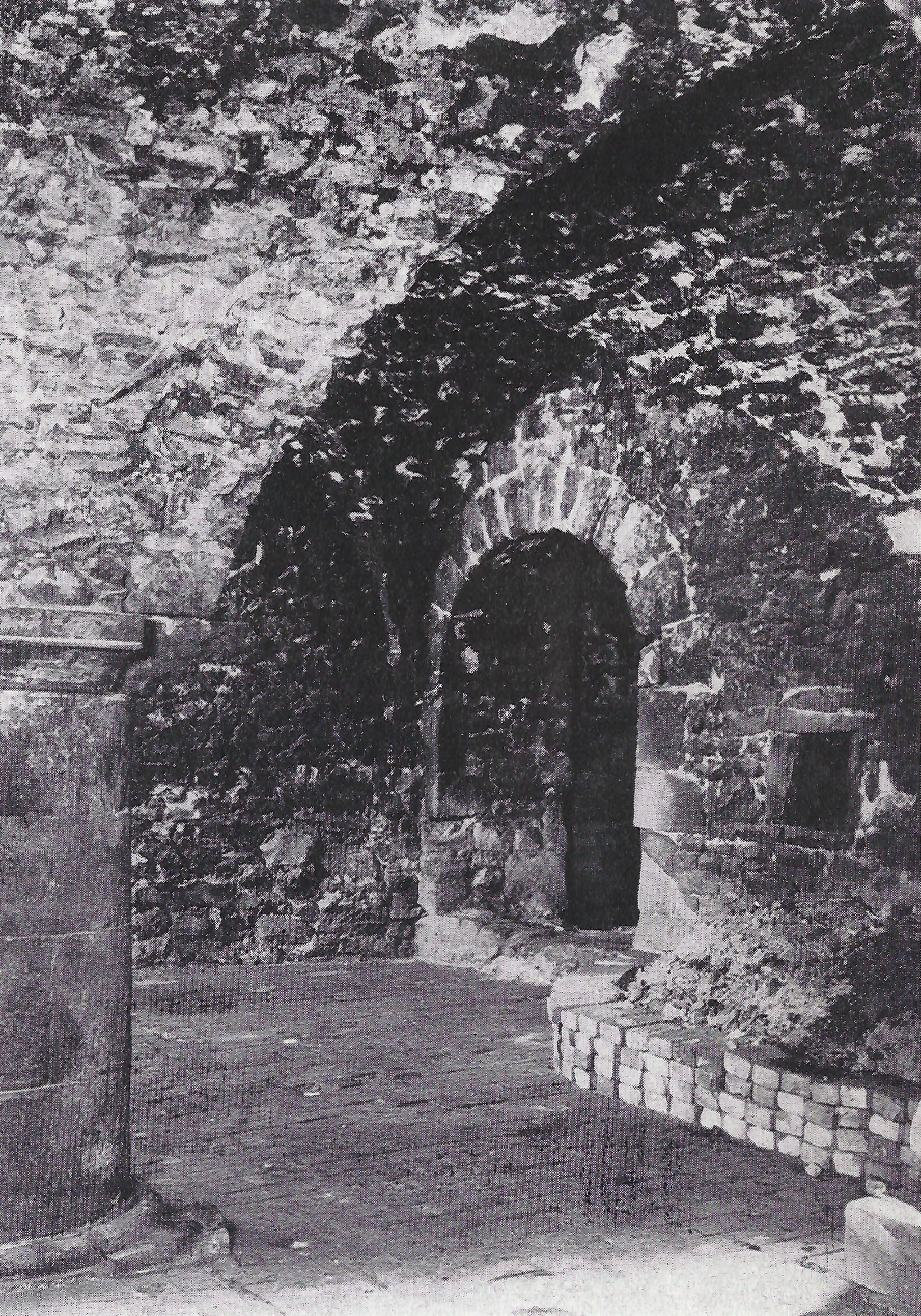
Kellergewölbe des Hauses Georgenplatz 9, 1949

Der Georgenplatz war eine Straße in Magdeburg im heutigen Sachsen-Anhalt. Nach Zerstörungen im Zweiten Weltkrieg wurde die Straße aufgegeben und überbaut.

## Lage und Verlauf
Die, trotz der Benennung als Platz, schmale Straße befand sich in der Magdeburger Altstadt. Sie führte vom Breiten Weg nach Westen. Nach kurzer Zeit mündete von Norden die Stiftstraße ein. Etwas weiter westlich verlief die Straße in zwei Richtungen, zum einen nach Norden, um nach kurzer Strecke auf die nördlich parallel verlaufende Georgenstraße zu treffen und zum anderen weiter nach Westen, wo sie im letzten Stück als Sackgasse endete.
Die Hausnummerierung begann auf der Nordseite, westlich der Einmündung der Stiftstraße mit der Nummer 1. Der vorhergehende Teil zwischen Breitem Weg und Stiftstraße hatte keine Hausnummer des Georgenplatzes, sondern gehörte als Michaelisches Haus zum Grundstück Breiter Weg 147. Die Nummerierung verlief dann aufsteigend nach Westen, an der Nummer 5 folgte die Nummerierung dem nördlichen Zweig und traf mit der Nummer 6 auf die Georgenstraße. Die Häuser 1 bis 6 gehörten zur sogenannten Franzoseninsel. Auf der gegenüberliegenden Seite ging es mit der Nummer 7 wieder nach Süden und weiter nach Westen in die Sackgasse. An deren Ende befand sich auf der Südseite die Nummer 9. Die weitere Nummerierung verlief dann auf der Südseite nach Osten bis zur Nummer 14 an der Einmündung auf den Breiten Weg.
Heute ist der Bereich des Georgenplatzes in seinem östlichen Teil durch das Warenhaus Karstadt überbaut. Der westliche Abschnitt befindet sich auf dem Parkplatz westlich von Karstadt.

## Geschichte
Als erster Name für diesen Bereich ist aus dem Jahr 1631 Bei den drei Krebsen in der Gasse überliefert. Die Bezeichnung nahm Bezug auf das Eckhaus Zu den drei Krebsen (Breiter Weg 147). Hieraus entwickelte sich der Name Dreikrebsenstraße und 1702 letztlich Krebsstraße. Nördlich der Straße erstreckte sich ein freies Gelände. Otto von Guericke nannte diesen Platz 1632 schlicht Der Plan. Mit der Ansiedlung der Hugenotten, denen hier seitens der kurfürstlichen Baukommission Bauplätze zugewiesen wurden, ergab sich für den Platz der Name Franzosenplatz. Der Name war bis 1807 gebräuchlich. Die Hugenotten bebauten den Platz. Diese Bebauung und möglicherweise auch darüber hinausgehende Areale wurden als die Franzoseninsel bezeichnet. 1815 wurde das Georgenstift in dieses Gebiet verlegt. Die unklaren Benennungen wurden durch die einheitliche Benennung sowohl des Platzes als auch der angrenzenden Straßen als Georgenplatz beseitigt. Die komplizierte Lage der Häuserzeilen bereitete jedoch Probleme bei der Nummerierung der Häuser. 1872 wurde daher der nördliche Straßenzug als Georgenstraße benannt. Der Osten wurde zur Stiftstraße während der südliche Teil als Georgenplatz benannt blieb, obwohl es kein Platz im herkömmlichen Sinne war. Bis zum Jahr 1900 befand sich unmittelbar südlich der Einmündung auf den Breiten Weg die Heideckerei.
Während des Zweiten Weltkriegs wurde auch der Bereich des Georgenplatzes zerstört. In der Zeit der DDR erfolgte ein Wiederaufbau der Innenstadt, der sich in weiten Teilen nicht an die historische Stadtstruktur hielt. Der Georgenplatz wurde dabei aufgegeben. Der östliche Teil wurde mit dem Neubau des Centrum-Warenhauses überbaut, der westliche Teil wurde als plane Fläche Teil des Parkplatzes hinter dem Warenhaus.
Am 10. Dezember 1992 beschloss der Stadtrat die Aufstellung eines Bebauungsplans, der auch das Gebiet des ehemaligen Georgenplatzes umfasste. Die Planungsziele wurden 1994 im Hinblick auf konkrete Projekte von Investoren angepasst. Letztlich kam es jedoch nicht zur Umsetzung. Auch eine weitere Aktualisierung der Planungsziele und des Geltungsbereiches im Jahr 2008 führte nicht zur Umsetzung von Projekten. Am 14. September 2023 beschloss der Stadtrat die Fortführung des Verfahrens und eine erneute Anpassung der Planungsziele in Bezug auf den 2022 beschlossenen Rahmenplan Innenstadt. Mit Änderungsantrag des Stadtrates Olaf Meister wurde beschlossen, soweit sinnvoll möglich, eine Anlehnung an die im Plangebiet ursprünglich bestehenden Straßenzüge, Baugrenzen und Parzellierungen vorzunehmen, so dass eine teilweise Wiederanlegung des Georgenplatzes in der Diskussion ist.

## Historische Häuser des Georgenplatzes
| Hausnummer | Name                | Bemerkungen | Bild                                  |
| ---------- | ------------------- | --- | ------------------------------------- |
| 1          |                     | Seitens der kurfürstlichen Baukommission wurde dem Hugenotten Wollenweber Paul Cigalon das Grundstück zugewiesen. Er wurde 1702 als Eigentümer geführt. In den Jahren 1705 und 1709 war sein Sohn Jacques später Jacques Bouzanquet Eigentümer. |                                       |
| 2          |                     | In den Jahren 1702 und 1707 wurde der Strumpfwirker Jacques Chatillon als Eigentümer geführt. Noch bis 1750 befand sich das Grundstück im Eigentum von Hugenotten. |                                       |
| 3          |                     | Eigentümer war, wie auch bei Nummer 2 Jacques Chatillon. |                                       |
| 4          |                     | 1707 gehörte das Haus dem Strumpfwirker Marc Antoine Randon, später Jean Grenier. Noch bis 1755 stand das Haus in französischem Eigentum. |                                       |
| 5          |                     | Im Jahr 1700 diente das Gebäude gemeinsam mit der benachbarten Nummer 6 vermutlich als Presshaus in dem sich die Tabakspressen der gegenüber, in der Stiftstraße 1, liegenden Sandrartschen Tabackfabrik befanden. In der Zeit um 1720 erwarb der Schlosser Johann Martin Müller die beiden Grundstücke 5 und sechs und errichtete zwei Häuser. |                                       |
| 6          |                     | Siehe Haus Nummer 5. |                                       |
| 7 und 8    | Zum goldenen Dräbes | Verziert war das Gebäude vermutlich mit einer den Heiligen Andreas darstellenden Statue. Sie spielte, der Name des Heiligen als An-drewes gesprochen, wohl auf die hier wohnende Familie Drevenstedt an. 1631 gehörte es Jakob Drevenstedt (auch Drevenstein), 1648 dann Joachim Drevenstedt. 1648 lag das Haus, wohl infolge der Zerstörung Magdeburgs im Jahr 1631 in Trümmern. Überliefert ist, dass die Trümmer damals drohten einzustürzen. Joachim Drevenstedt vererbte das Grundstück an seinen Schwiegersohn, den Musketier Tobias Kretzschmar, und seine Tochter, die Witwe des Trompeters Andreas Schencke. Ihr Nachbar aus der Großen Münzstraße 6, Otto Gerike, gewährte ihnen zunächst mehrere Darlehen. 1648 und 1654 kaufte Gerike dann die Stätte für jeweils 130 Taler und bebaute sie dann wieder. Er schätzte später den Wert des Hauses auf 800 Taler. 1745 verkaufte sein Enkel, Regierungsrat Leberecht von Guericke, das Haus an Peter Bolar. In den 1930er Jahren war das Grundstück dann mit zwei Häusern bebaut. |                                       |
| 9          |                     | Die Fläche gehörte als hinterer Teil zum Haus Große Münzstraße 4. Nach 1829 wurde das Grundstück dann gesondert bebaut. Unter der Adresse Georgenplatz 9 wurde nach 1945 ein aus der ersten Hälfte des 13. Jahrhunderts stammender Gewölbekeller archäologisch untersucht. | Grundrisszeichnung des Kellergewölbes |
| 10         |                     | 1631 gehörte es Harfenschläger, danach dem Glockenzieher im Magdeburger Dom, David Brucke. Noch in der Zeit vor 1666 war dann Otto von Guericke Eigentümer. Er bebaute die Stätte und vermietete das Haus 1666 an den Konrektor der Stadtschule, Mag. Johannes Sander. Erstmalig 1683 wurde das Gebäude als Brauhaus geführt, hatte also das Braurecht erhalten. Zu diesem Zeitpunkt war der Brauer Johann Ebeling Alemann Mieter des Gebäudes. Guerickes Sohn Otto verkaufte das Anwesen 1692 für 1350 Taler an die Witwe des Predigers Johann Georg Sendel. 1704 veräußerte es stud. jur. Christian Ludwig Sendel für 1922 Taler an die Witwe von Joachim Hantelmann. |                                       |
| 11 und 12  | Zur goldenen Lanze  | In der Zeit vor 1631 gehörte das Brauhaus Heinrich Jahn (auch Jan). Von 1631 bis 1640 waren die Erben von Stephan Drawitz Eigentümer. Es folgte von 1640 bis 1642 Georg Kühlewein und ab 1642 der Pfarrer Joachim Wesaeus. In der Zeit bis 1651 erwarb Wolf Jakob Lanzinger die Baustelle und bebaute das Grundstück. Er führte, entsprechend seines Namens, eine Lanze im Wappen. Auf ihn ging auch der Name des Hauses zurück. 1686 verkauften seine Erben das Haus für 1200 Taler an den Landkutscher Joachim Lüders. Später gehörte das Anwesen bis 1725 Joachim Fromme. 1792 erfolgte eine Teilung des Gebäudes. Ab 1923 lebte im Georgenplatz 11 die jüdische Familie Lina, die hier auch ein Geschäft für Obst und Kurzwaren betrieb. 1928 kamen auch Textilwaren hinzu. 1933 oder 1934 floh die Familie vor der nationalsozialistischen Gewaltherrschaft nach Paris. Dort wurden 1942 der Vater Tanchem, die Mutter Sura Sarah sowie der 1926 geborene Sohn Samuel verhaftet und in das KZ Auschwitz verschleppt, wo alle drei ermordet wurde. Über das weitere Schicksal der 1922 geborenen Tochter Fella fehlen Angaben. 2024 wurden vier Stolpersteine verlegt, die an ihr Schicksal erinnern.                                                                                   |                                       |
| 13         |                     | Zumindest noch bis 1829 gehörte das Grundstück als hinterer Teil zum Grundstück Große Münzstraße 2. |                                       |
| 14         | Zum weißen Hahn     | Vor 1631 bestanden auf der Fläche zwei getrennte Grundstücke. Die Westhälfte gehörte dem Buchdrucker Johann Franke, der hier die Buchdruckerei Am Born im Winkel. Noch im Jahr 1637 besaß seine Witwe die, wohl infolge der Zerstörung von 1631, als Brandstätte bezeichnete Fläche. In der Zeit bis 1651 verkaufte sie an ihren Nachbarn Albrecht Fríedrich von Syburg. Der Ostteil trug den Namen Zum weißen Hahn und gehörte 1631 der Witwe von Matthias von Syburg. Diese Stätte hatte bereits vor 1631 ein Schankrecht. Bis 1651 erwarb auch diese Fläche Albrecht Friedrich von Syburg. Während der westliche Teil des Grundstücks als Garten genutzt wurde, diente der Ostteil als Hinterhaus des Grundstücks Breiter Weg 149. Nach 1683 erwarb der Gastwirt Johann Heinrich Tremellius sowohl das Vorder- als auch das Hinterhaus. Während er das Vorderhaus bereits 1694 verkauft hatte, veräußerte er das Hinterhaus erst 1702 für 705 Taler an Adam Knie. Er funktionierte das Gebäude zum Brauhaus um. In den 1930er Jahren diente das Haus als Hinterhaus des Gasthofs Zum goldenen Arm. Nach der Zerstörung im Zweiten Weltkrieg wurde für das Grundstück das Bestehen eines historischen Gewölbekellers beschrieben, der jedoch so stark geschädigt war, dass er einstürzte. |                                       |